# Cinéma hollywoodien classique

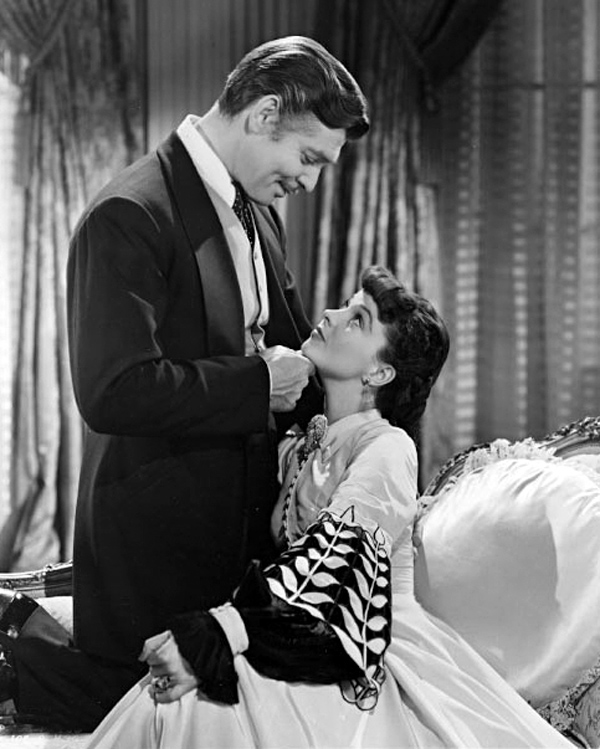
Autant en emporte le vent (1939), un classique du cinéma avec Clark Gable et Vivien Leigh.

Le cinéma hollywoodien classique est un terme utilisé par la critique cinématographique pour décrire un style de réalisation à la fois narratif et visuel qui s'est développé dans les années 1910 et 1920 au cours des dernières années de l'époque du cinéma muet. Il est ensuite devenu caractéristique du cinéma américain durant l'âge d'or d'Hollywood, entre environ 1927 (avec l'avènement du cinéma parlant) et 1960. Il est finalement devenu le style de cinéma le plus puissant et le plus répandu dans le monde.
Les termes similaires ou associés incluent le récit hollywoodien classique, l'âge d'or d'Hollywood, le vieil Hollywood, et la continuité classique. Cette période est également appelée l'époque des studios, qui peut également inclure des films de la fin de l'époque du muet.

## Histoire

### Des années 1910 à 1927: Époque du muet à l'émergence du style classique
Pendant des millénaires, le seul standard visuel de l'art du récit narratif est le théâtre. Avec l'apparition du cinéma au milieu des années 1890, les cinéastes cherchent à capturer la puissance théâtrale à l'écran. La plupart d'entre eux débutent comme réalisateurs à la fin du XIXe siècle, et de même, la plupart des acteurs de cinéma sont d'abord des comédiens de vaudeville (par exemple les Marx Brothers)  ou de mélodrames théâtraux. Visuellement, très peu des premiers films avec un scénario sont adaptés du théâtre, et leurs récits sont très peu issus du vaudeville et du mélodrame. Dans le cadre d'un style visuel qui allait devenir connu sous le nom de « continuité classique », les scènes sont filmées en plan fixe et utilisent une mise en scène soigneusement chorégraphiée pour décrire les relations entre l'intrigue et les personnages. Le montage est extrêmement limité et consiste principalement en l'insertion de gros plans sur des objets pour mieux les voir.

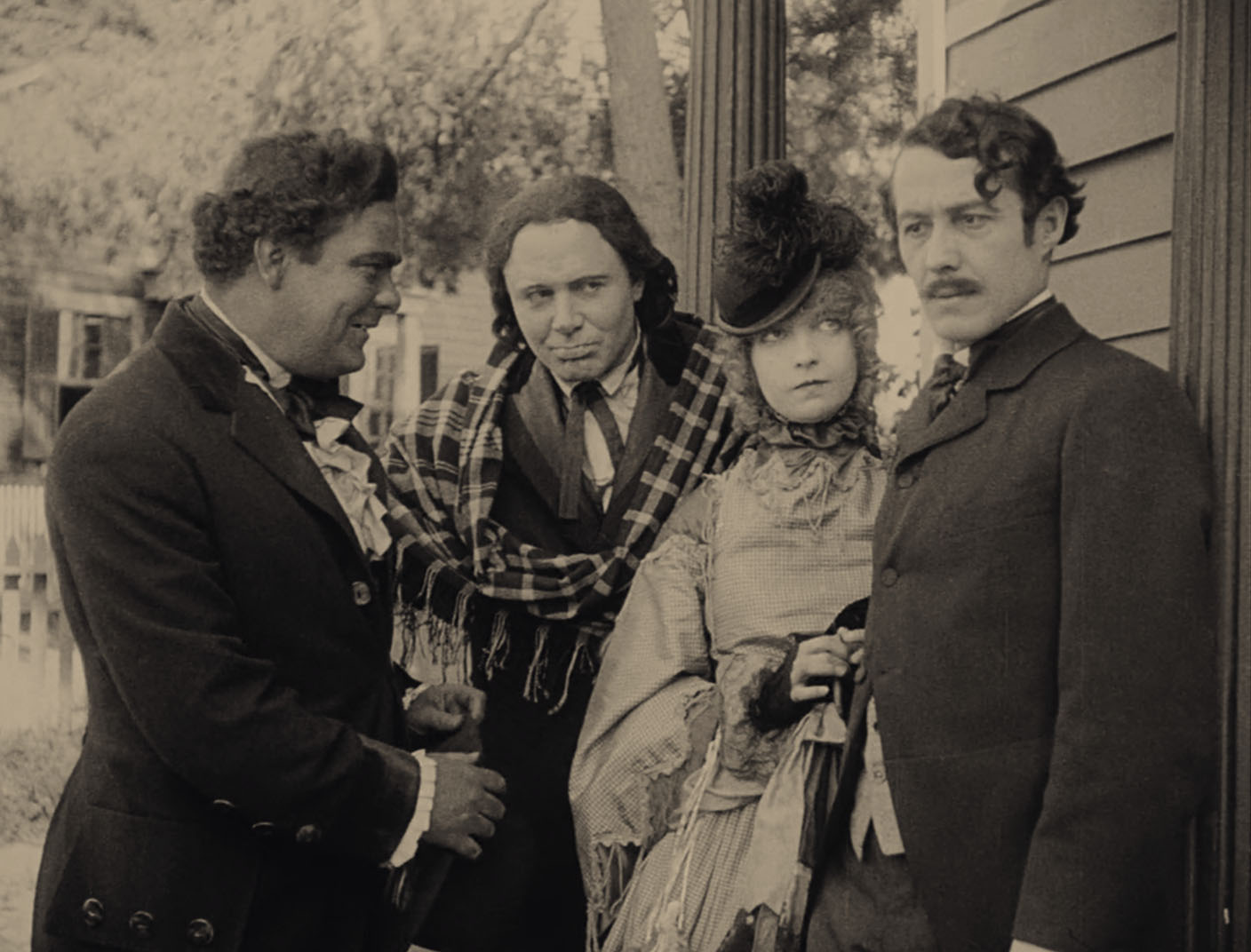
Naissance d'une nation (1915), avec l'actrice Lillian Gish.

Bien qu'il lui manque la réalité palpable de la scène, le cinéma (contrairement au théâtre) offre la liberté de manipuler le temps et l'espace, et ainsi de créer l'illusion du réalisme, c'est-à-dire de la linéarité temporelle et de la continuité spatiale. Au début des années 1910, alors que la génération perdue arrive à maturité, le cinéma commence à réaliser son potentiel artistique. En Suède et au Danemark, cette période sera plus tard connue sous le nom d'« âge d'or » du cinéma. Aux États-Unis, ce changement artistique est attribué au fait que des cinéastes comme D. W. Griffith rompent avec l'emprise de l'Edison Trust pour réaliser des films indépendamment du monopole de fabrication. Les films du monde entier commencent à adopter sensiblement des éléments visuels et narratifs que l'on retrouvera dans le cinéma hollywoodien classique. 1913 est une année particulièrement fructueuse pour le cinéma, puisque des réalisateurs pionniers de plusieurs pays produisent des films tels que Le Cœur maternel (D. W. Griffith), Ingeborg Holm (Victor Sjöström), ou L'Enfant de Paris (Léonce Perret), qui établissent de nouvelles formes de narration cinématographiques. C'est aussi l'année où Evgueni Bauer (le premier véritable artiste de cinéma, selon Georges Sadoul) débute sa courte mais prolifique carrière.

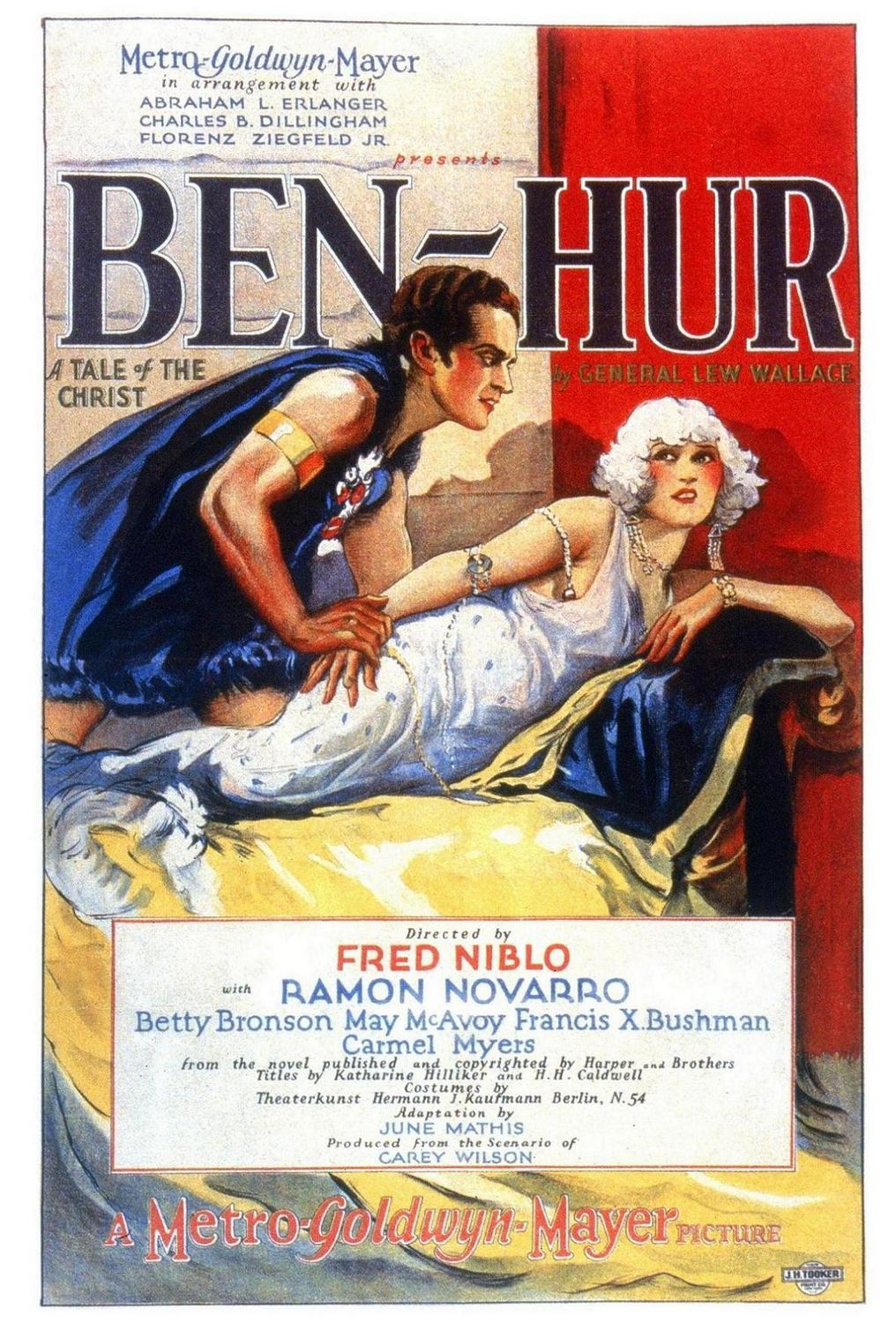
Affiche du film muet Ben-Hur (1925).

Dans le monde en général et en Amérique en particulier, l'influence de Griffith sur le cinéma est inégalée. Ses acteurs sont tout aussi influents dans l'adaptation de leurs jeu au nouveau médium. Lillian Gish, la vedette du court métrage Le Cœur maternel, est particulièrement connue pour son influence sur les techniques de jeu à l'écran. L'épopée de Griffith de 1915, Naissance d'une nation, également avec Gish dans le rôle principal, est révolutionnaire pour le cinéma comme moyen de raconter une histoire – un chef-d'œuvre du récit littéraire avec de nombreuses techniques visuelles innovantes. Le film initie tellement d'avancées dans le cinéma américain qu'il devient obsolète en quelques années. Bien que 1913 soit une étape cruciale pour le cinéma mondial, 1917 est avant tout une année américaine. L'ère du « cinéma hollywoodien classique » se distingue par un style narratif et visuel qui commence à dominer tout le cinéma américain vers 1917.

### 1927-1960: l'époque du son et âge d'or d'Hollywood
Le style narratif et visuel du cinéma hollywoodien classique se développe davantage après le passage au son vers 1927. Les principaux changements dans le cinéma américain viennent de l'industrie cinématographique elle-même, avec l'avènement du « système des studios ». Ce mode de production, en association avec le système de vedettariat promu par plusieurs studios clés, précède l'arrivée du son de quelques années. Au milieu des années 1920, la plupart des réalisateurs et acteurs américains de premier plan, qui travaillent de manière indépendante depuis le début des années 1910, durent faire partie du nouveau « système des studios » pour continuer à travailler.
La date exacte de début de l'ère sonore est elle-même ambiguë. Pour certains, elle commence avec Le Chanteur de jazz, sorti en 1927, lorsque la génération de l'entre-deux-guerres (en) devient adulte et augmente les bénéfices au box-office des films à mesure que le son est introduit dans les longs métrages. Pour d'autres, cette époque commence en 1929, lorsque l'ère du muet prend définitivement  fin. La plupart des films hollywoodiens de la fin des années 1920 aux années 1960 sont étroitement rangés par genre - western, comédie slapstick, comédie musicale, dessin animé ou biographie - et les mêmes équipes créatives travaillent souvent pour le même studio. Par exemple, Cedric Gibbons et Herbert Stothart travaillent toujours sur des films de la Metro-Goldwyn-Mayer, Alfred Newman travaille à la 20th Century Fox pendant vingt ans, les films de Cecil B. DeMille sont presque tous réalisés pour la Paramount Pictures, et la plupart des films de Henry King pour la 20th Century Fox. De même, les acteurs sont généralement sous contrat avec un studio. Les historiens du cinéma et les critiques notent qu'il a fallu environ une décennie pour que les films s'adaptent au son et reviennent au niveau de qualité artistique des films muets, à la fin des années 1930, lorsque la génération grandiose est devenue adulte.
De nombreuses grandes œuvres cinématographiques ayant émergé de cette période sont d'une réalisation cinématographique très standardisée. L'une des raisons de cela est que comme les films sont réalisés en grand nombre, il n'est pas nécessaire que tous soient un grand succès. Un studio peut miser sur un long métrage à budget moyen, avec un bon scénario et des acteurs relativement inconnus. C'est le cas de Citizen Kane (1941), réalisé par Orson Welles et considéré comme l'un des plus grands films de tous les temps. D'autres réalisateurs ambitieux, comme Howard Hawks, Alfred Hitchcock et Frank Capra, se battent contre les studios pour imposer leurs visions artistiques. L'apogée du « système des studios » est peut-être l'année 1939, qui voit la sortie de classiques tels que Le Magicien d'Oz, Autant en emporte le vent, Quasimodo, La Chevauchée fantastique, Monsieur Smith au Sénat, Femme ou Démon, Vers sa destinée, Les Hauts de Hurlevent, Seuls les anges ont des ailes, Ninotchka, Beau Geste, Place au rythme, Gunga Din, Femmes, Au revoir Mr. Chips et Les Fantastiques Années 20.

## Style
Le style visuel et narratif du cinéma hollywoodien classique, tel que décrypté par David Bordwell, est fortement influencé par les idées de la Renaissance et par sa résurgence de l'humanité comme point central. Il se distingue à trois niveaux généraux : les techniques de prises de vue, les techniques narratives et les relations entre les deux techniques.

### Techniques de prises de vue
Les dispositifs les plus inhérents au cinéma hollywoodien classique sont ceux du montage de continuité (en) qui inclut la règle des 180 degrés (en), l'un de ses principaux éléments visuo-spatiaux. Cette règle s'inscrit dans le style de « jeu photographié » en créant un axe imaginaire de 180 degrés entre le spectateur et la scène, lui permettant de ne pas se perdre spatialement dans une action. Selon la règle des 30 degrés (en), la caméra doit se déplacer d'au moins 30 degrés par rapport au sujet entre des prises de vue successives du même sujet pour éviter les plans sur plans qui perturbent l'illusion de continuité temporelle entre les plans. Les règles des 180 degrés et des 30 degrés sont des lignes directrices élémentaires dans le cinéma qui précèdent de plus d'une décennie le début officiel de l'ère classique, comme le montre le film français pionnier de 1902 Le Voyage dans la Lune de Georges Méliès. Les techniques de découpage dans le montage de continuité classique servent à aider à établir ou à maintenir la continuité, comme dans le montage alterné, qui établit une concurrence des actions à différents endroits. Les plans sur plans sont autorisées sous forme de plans axiaux (en) qui ne changent pas d'angle de prise de vue mais de distance avec sujet, et n'interfère donc pas avec la continuité temporelle.

### Techniques narratives

#### Logique narrative
La narration classique progresse toujours grâce à la motivation psychologique, c'est-à-dire par la volonté d'un personnage et sa lutte contre les obstacles vers un objectif défini. Cet élément narratif est généralement composé d'un récit principal (par exemple une romance) entrelacé avec un ou plusieurs récits secondaires. Ce récit est structuré avec un début, un milieu et une fin indubitables, et généralement une résolution distincte. L'utilisation d'acteurs, d'événements, d'effets causals, de points principaux et de points secondaires sont des caractéristiques fondamentales de ce type de récit. Les personnages du cinéma hollywoodien classique ont des caractères clairement définissables, sont actifs et très orientés vers un objectif. Ce sont des agents causals motivés par des préoccupations psychologiques plutôt que sociales. Le récit est une chaîne de cause à effet avec des agents causals - dans le style classique, les événements ne se produisent pas au hasard.

#### Temporalité et espace cinématographiques
La temporalité dans le Hollywood classique est continu, linéaire et uniforme, puisque la non linéarité attire l’attention sur le fonctionnement illusoire du médium. La seule manipulation du temps autorisée dans ce format est le flashback, principalement utilisé pour introduire le souvenir d'un personnage, comme par exemple dans Casablanca (1942).
La plus grande règle de continuité classique concernant l'espace est la permanence de l'objet : le spectateur doit croire que la scène existe en dehors du cadre pour maintenir le réalisme du film. Le traitement de l'espace dans le Hollywood classique s'efforce de surmonter ou de dissimuler la double dimension du film (« style invisible ») et est fortement centré sur le corps des acteurs. La majorité des plans d'un film classique se concentrent sur des gestes et des expressions faciales (plans moyens-longs et moyens). André Bazin compare un jour le cinéma classique à une pièce de théâtre filmée dans la mesure où les événements semblent exister objectivement et où les caméras ne nous donnent que la meilleure vue de l'ensemble de la pièce.
Ce traitement de l'espace se compose de quatre aspects principaux : le centrage, l'équilibrage, la frontalité et la profondeur. Les personnes ou les objets importants se trouvent principalement dans la partie centrale du cadre et ne sont jamais flous. L'équilibrage fait référence à la composition visuelle, c'est-à-dire au fait que les personnages sont répartis uniformément dans tout le cadre. L'action est subtilement adressée au spectateur (frontalité), et le décor, l'éclairage (principalement en trois points, souvent total et sans ombres (en)), et les costumes sont conçus pour séparer le premier plan de l'arrière-plan (profondeur).

## Postérité
Le Nouvel Hollywood du milieu des années 1960 au début des années 1980 est influencé par le romantisme de l'époque classique, tout comme la Nouvelle Vague française.

## Figures majeures du cinéma hollywoodien classique
Ceux-ci sont reconnus sur la liste de l'American Film Institute classant les 25 plus grandes légendes masculines et féminines du cinéma de l'histoire du cinéma américain. En 2024, Sophia Loren (89 ans) est la seule actrice vivante répertoriée.
- Chico Marx (1887-1961)
- Harpo Marx (1888-1964)
- Charlie Chaplin (1889-1977)
- Groucho Marx (1890-1977)
- Mary Pickford (1892-1979)
- Edward G. Robinson (1893-1973)
- Mae West (1893-1980)
- Lillian Gish (1893-1993)
- Buster Keaton (1895-1966)
- Fred Astaire (1899-1987)
- James Cagney (1899-1986)
- Humphrey Bogart (1899-1957)
- Spencer Tracy (1900-1967)
- Clark Gable (1901-1960)
- Gary Cooper (1901-1961)
- Marlene Dietrich (1901-1992)
- Zeppo Marx (1901-1979)
- Claudette Colbert (1903-1996)
- Cary Grant (1904-1986)
- Greta Garbo (1905-1990)
- Henry Fonda (1905-1982)
- Joan Crawford (morte en 1977)
- Laurence Olivier (1907-1989)
- Katharine Hepburn (1907-2003)
- John Wayne (1907-1979)
- Barbara Stanwyck (1907-1990)
- Bette Davis (1908-1989)
- Carole Lombard (1908-1942)
- James Stewart (1908-1997)
- Jean Harlow (1911-1937)
- Ginger Rogers (1911-1995)
- Gene Kelly (1912-1996)
- Vivien Leigh (1913-1967)
- Burt Lancaster (1913-1994)
- Orson Welles (1915-1985)
- Ingrid Bergman (1915-1982)
- Gregory Peck (1916-2003)
- Kirk Douglas (1916-2020)
- Robert Mitchum (1917-1997)
- William Holden (1918-1981)
- Rita Hayworth (1918-1987)
- Judy Garland (1922-1969)
- Ava Gardner (1922-1990)
- Lauren Bacall (1924-2014)
- Marlon Brando (1924-2004)
- Marilyn Monroe (1926-1962)
- Sidney Poitier (1927-2022)
- Shirley Temple (1928-2014)
- Audrey Hepburn (1929-1993)
- Grace Kelly (1929-1982)
- James Dean (1931-1955)
- Elizabeth Taylor (1932-2011)
- Sophia Loren (née en 1934)